# قطعنامه ۱۴۷۸ شورای امنیت
قطعنامه ۱۴۷۸ شورای امنیت سازمان ملل متحد که در تاریخ ۰۶ مه ۲۰۰۳ تصویب شد، سندی بین‌المللی دربارهٔ بررسی وضعیت در لیبریا است. این قطعنامه طی نشست ۴۷۵۱ام با ۱۵ رای موافق، ۰ مخالف و ۰ ممتنع تصویب شد.